# Epimeria
Epimeria ist eine Gattung innerhalb der Ordnung der Flohkrebse (Amphipoda).

## Merkmale

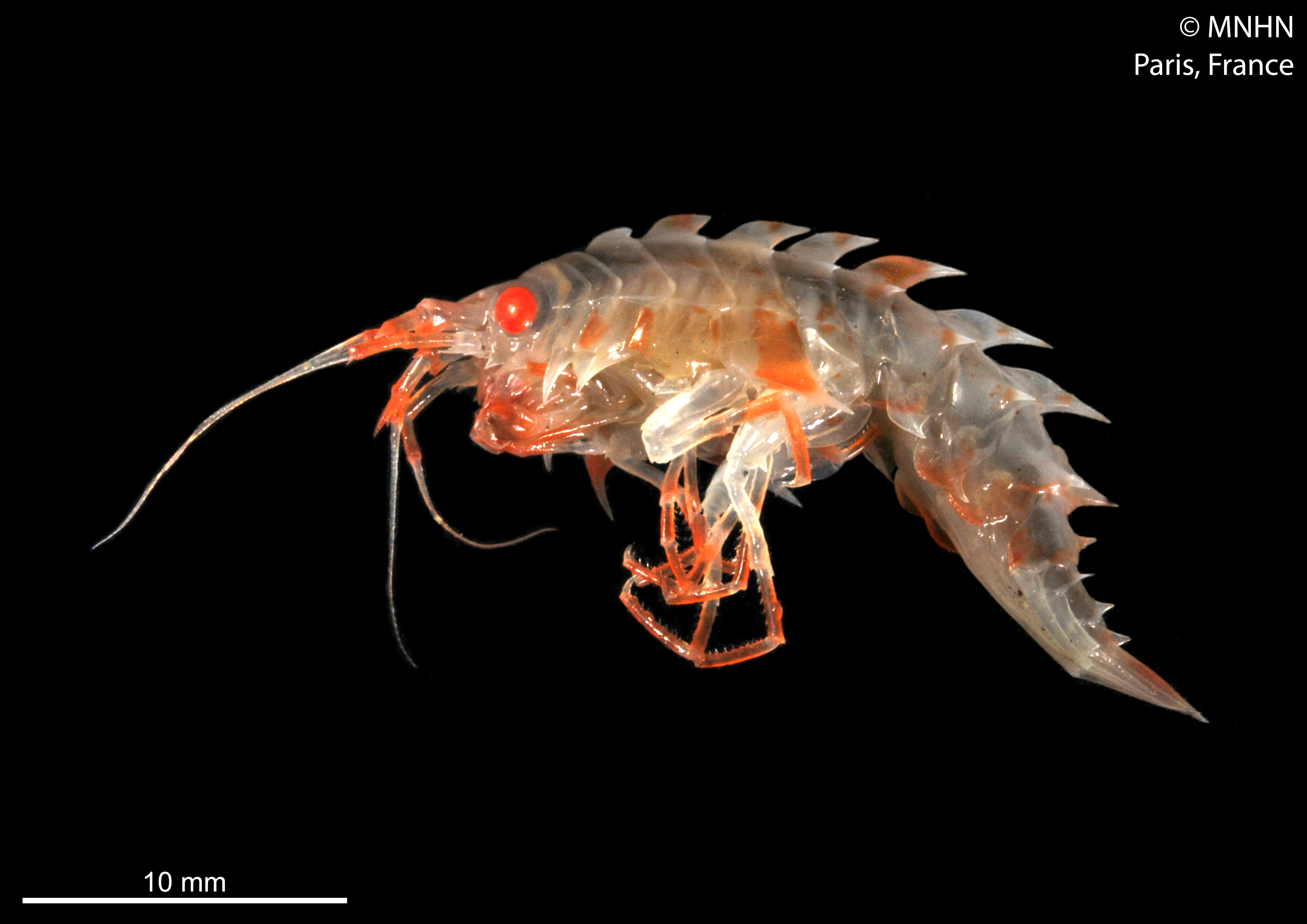
Epimeria corbariae

Die zur Unterordnung der Gammaridea gehörende Gattung Epimeria fällt durch ihre besonders robuste Panzerung und ihre Rückenkiele und -stacheln auf. Die Epimeria-Arten weisen meist eine lebhafte Färbung mit Rot- und Orangetönen auf. Von unregelmäßigen Farbflecken über Streifenmuster bis hin zur einheitlichen Färbung des gesamten Körpers gibt es unzählige Varianten. Auch innerhalb der einzelnen Arten gibt es in der Zeichnung oft eine große Variationsbreite, die nicht von Alter oder Geschlecht abhängig ist. Sowohl die Stacheln als auch die Färbung werden als Schutz vor Fressfeinden interpretiert. Die Farben und Muster, die diesen Flohkrebsen an der Wasseroberfläche ein prächtiges Aussehen verleihen, könnten in den Meerestiefen, in denen sie leben, zur Tarnung dienen. Der Rotanteil des Lichts wird im Meerwasser rasch absorbiert, schon ab 20 Metern Wassertiefe erscheinen die roten und orangen Färbungen als dunkel bis dunkelgrün. Die Flecken und Streifen können zusätzlich verhindern, dass die Krebstiere von Fischen als Beute erkannt werden. Die Merkmale der Panzerung und Färbung finden in Artnamen wie robusta, pulchra oder puncticulata ihren Ausdruck. Auch der deutsche Artname Roter Ritter für Epimeria rubrieques spiegelt diese Merkmale wider.

## Einordnung
De Broyer & Klages geben 1991 für Epimeria rubrieques, und damit auch die Gattung Epimeria, als Familie Paramphithoidae an. Die Taxonomie innerhalb der Unterordnung Gammaridea hat seitdem aber einige Änderungen erfahren, so dass die Familie Paramphithoidae nicht mehr verwendet wird. Die Gattung Epimeria wird inzwischen in der Familie der Epimeriidae eingeordnet, die zur Unterordnung der Gammaridea gehört.

## Arten
De Broyer & Klages geben 1991 in ihrer Beschreibung von Epimeria rubrieques einige Arten der Gattung Epimeria an, die im antarktischen Ozean leben:
- Epimeria georgiana, Schellenberg 1931
- Epimeria grandisrostris, Chevreux 1912
- Epimeria inermis, Walker 1903
- Epimeria intermedia, Schellenberg 1931
- Epimeria macrodonta, Walker 1906
- Epimeria oxicarinata, Coleman 1990
- Epimeria pulchra, Coleman 1990
- Epimeria puncticulata, K. H. Barnard 1930
- Epimeria rimicarinata, Watling & Holman 1980
- Epimeria robusta, K. H. Barnard 1930
- Roter Ritter (Epimeria rubrieques), De Broyer & Klages, 1991
- Epimeria similis, Chevreux, 1912, z. T. auch als Variante von E. macrodonta angesehen[5]
- Epimeria yaquinae, McCain 1971

Das belgische Portal für antarktische Lebewesen SCAR-MarBIN listet für die Gattung zusätzlich folgende antarktische Arten:
- Epimeria annabellae, Coleman 1994
- Epimeria extensa, Andres 1985
- Epimeria heldi, Coleman 1998
- Epimeria monodon, Stephensen 1947
- Epimeria reoproi, Lörz & Coleman 2001
- Epimeria vaderi, Coleman 1998

2007 beschreiben Lörz, Maas, Linse & Fenwick die neue Art Epimeria schiaparelli (nahe verwandt mit Epimeria macrodonta und Epimeria similis) und sprechen dabei von 21 bereits bekannten Arten von Epimeria in der Antarktis, ohne diese allerdings zu benennen.
In der wenig erforschten Antarktis, in der die Gattung Epimeria ihre größte Artenvielfalt zeigt, wurde zudem kürzlich eine vermutlich neue, noch unbeschriebene Art entdeckt.
Weitere Arten leben im Nordatlantik vor Skandinavien und den Britischen Inseln:
- Epimeria cornigera, J. C. Fabricius 1779 (auch Acanthonotus testudo oder Acanthonotus owenii)
- Epimeria loricata, G. O. Sars 1879
- Epimeria parasitica, M. Sars 1859
- Epimeria tuberculata, G. O. Sars 1893

Im April 2018 wurde die Beschreibung einer in der Nordsee neu entdeckten Epimeria-Art (Epimeria frankei) veröffentlicht.